# Diego Ulissi
Diego Ulissi (n. 15 iulie 1989, Cecina, Toscana, Italia) este un ciclist italian. A devenit profesionist în 2010 cu echipa italiană de ciclism Lampre-Farnese Vini, care a devenit UAE Emirates în 2017.

## Rezultate în marile tururi

### Turul Italiei
8 participări
- 2011: locul 41, câștigător în etapa a 17-a
- 2012: locul 21
- 2014: abandon în etapa a 18-a, câștigător în etapele a 5-a și a 8-a
- 2015: locul 64, câștigător în etapa a 7-a
- 2016: locul 21, câștigător în etapele a 4-a și a 11-a
- 2018: locul 28
- 2019: locul 42
- 2020: câștigător al etapelor 1 și a 13-a

### Turul Franței
1 participare
- 2017: locul 39

### Turul Spaniei
1 participare
- 2013: locul 32